# Garrafe de Torío
Garrafe de Torío é um município da Espanha na província de León, comunidade autónoma de Castela e Leão, de área 125,70 km² com população de 1232 habitantes (2007) e densidade populacional de 9,15 hab/km².

## Demografia
| Variação demográfica do município entre 1991 e 2004 | Variação demográfica do município entre 1991 e 2004 | Variação demográfica do município entre 1991 e 2004 | Variação demográfica do município entre 1991 e 2004 |
| --------------------------------------------------- | --------------------------------------------------- | --------------------------------------------------- | --------------------------------------------------- |
| 1991                                                | 1996                                                | 2001                                                | 2004                                                |
| 1107                                                | 1097                                                | 1188                                                | 1150                                                |